# Anastasius Sedlag
Anastasius Sedlag (* 13. April 1786 in Dittmerau, Fürstentum Leobschütz, Schlesien; † 23. September 1856 in Kulm) war ein deutscher Theologe, Bischof von Kulm und Mitglied der Frankfurter Nationalversammlung.

## Leben
Sedlags Vater Ambrosius war Lehrer, seine Mutter Barbara war eine geborene Muschallek.
Von 1807 bis 1810 studierte Sedlag Theologie an der Universität Breslau. Nach der Priesterweihe 1810 war er zunächst Vikar in Neisse und ab 1815 Pfarrer in Proskau und Oppeln. 1831 wurde er Ehrendomherr am Breslauer Dom.
1833 wurde Sedlag zum Bischof von Kulm ernannt und 1834 durch Martin Dunin, Erzbischof von Gnesen und Posen, geweiht. 1848 nahm Sedlag an der Bischofssynode in Würzburg in Begleitung seines Beraters und Dompropstes Eduard Herzog teil.
Von Mai bis zum 19. Juli 1848 war er fraktionsloser Abgeordneter des Frankfurter Paulskirchenparlaments. Sein Wahlkreis war Provinz Preußen (28., Neustadt), sein Nachfolger ab dem 9. August 1848 war Ludwig von Platen.
Am 26. Februar 1855 wurde er durch Giuseppe Valerga, Patriarch von Jerusalem und Großmeister des Ritterordens vom Heiligen Grab zu Jerusalem in den Ritterorden vom Heiligen Grab zu Jerusalem aufgenommen.